# Nogometna reprezentacija Saudijske Arabije
Nogometna reprezentacija Saudijske Arabije, jedna je od uspješnijih nogometnih reprezentacija u Aziji. Prvi nastup na svjetskom nogometnom prvenstvu izborila je 1994. u SAD-u, nakon čega su redovito izborili nastup na svako sljedeće prvenstvo. Kao debitanti su se kvalificirali iz svoje skupine, pobijedivši Maroko i Belgiju u skupini, a u osmini završnice ih je izbacila Švedska. Saudijci su na sljedećim trima prvenstva ispadali u skupini, a najveći poraz bio je onaj 2002. od Njemačke, 8:0. 
Saudijska Arabija je tri puta bila prvak Azije (1984., 1988. i 1996.) i prvak Svjetskoga nogometnoga prvenstva do 16 godina, 1989.

## Uspjesi na svjetskim prvenstvima
- 1930. do 1990. – nisu se kvalificirali
- 1994. – osmina završnice
- 1998. do 2006. – 1. krug
- 2010. i 2014. – nisu se kvalificirali
- 2018. i 2022. – 1. krug

## Uspjesi na svjetskim prvenstvima za igrače do 17 godina
- 1985. – 2. krug
- 1987. – 1. krug
- 1989. – prvaci

## Uspjesi na azijskim prvenstvima
- 1956. do 1972. – nisu ušli
- 1976. – odustali
- 1980. – nisu ušli
- 1984. – prvaci
- 1988. – prvaci
- 1992. – 2.
- 1996. – prvaci
- 2000. – 2.
- 2004. – 1. krug

## Trenutni sastav
Saudijski izbornik objavio je konačni popis igrača za Svjetsko prvenstvo 2022. 11. studenog 2022. Dva dana kasnije Nawaf Al-Abed zamijenio je Fahada Al-Muwallada nakon što se Svjetska antidopinška agencija žalila na ukidanje Al-Muwalladove suspenzije.
Nastupi i golovi zadnji put su ažurirani 16. studenog 2022. nakon utakmice protiv Hrvatske.
| 0#0 | Poz. | Igrač                     | Datum rođenja (dob) | Nastupi | Golovi | Klub       |
| --- | ---- | ------------------------- | ------------------- | ------- | ------ | ---------- |
| 1   | G    | Mohammed Al-Rubaie        | 14. kolovoza 1997.  | 7       | 0      | Al-Ahli    |
| 2   | B    | Sultan Al-Ghannam         | 6. svibnja 1994.    | 24      | 0      | Al-Nassr   |
| 3   | B    | Abdullah Madu             | 15. srpnja 1993.    | 15      | 0      | Al-Nassr   |
| 4   | B    | Abdulelah Al-Amri         | 15. siječnja 1997.  | 20      | 1      | Al-Nassr   |
| 5   | B    | Ali Al-Bulaihi            | 21. studenoga 1989. | 37      | 0      | Al-Hilal   |
| 6   | B    | Mohammed Al-Breik         | 15. rujna 1992.     | 40      | 1      | Al-Hilal   |
| 7   | V    | Salman Al-Faraj (kapetan) | 1. kolovoza 1989.   | 70      | 8      | Al-Hilal   |
| 8   | V    | Abdulellah Al-Malki       | 11. listopada 1994. | 27      | 0      | Al-Hilal   |
| 9   | N    | Firas Al-Buraikan         | 14. svibnja 2000.   | 26      | 6      | Al-Fateh   |
| 10  | N    | Salem Al-Dawsari          | 19. kolovoza 1991.  | 71      | 17     | Al-Hilal   |
| 11  | N    | Saleh Al-Shehri           | 1. studenoga 1993.  | 20      | 10     | Al-Hilal   |
| 12  | B    | Saud Abdulhamid           | 18. srpnja 1999.    | 23      | 1      | Al-Hilal   |
| 13  | B    | Yasser Al-Shahrani        | 25. svibnja 1992.   | 72      | 2      | Al-Hilal   |
| 14  | V    | Abdullah Otayf            | 3. kolovoza 1992.   | 45      | 1      | Al-Hilal   |
| 15  | V    | Ali Al-Hassan             | 4. ožujka 1997.     | 13      | 1      | Al-Nassr   |
| 16  | V    | Sami Al-Najei             | 7. veljače 1997.    | 17      | 2      | Al-Nassr   |
| 17  | B    | Hassan Al-Tambakti        | 9. veljače 1999.    | 19      | 0      | Al-Shabab  |
| 18  | V    | Nawaf Al-Abed             | 26. siječnja 1990.  | 55      | 8      | Al-Shabab  |
| 19  | N    | Hattan Bahebri            | 16. srpnja 1992.    | 41      | 4      | Al-Shabab  |
| 20  | N    | Abdulrahman Al-Aboud      | 1. lipnja 1995.     | 3       | 0      | Al-Ittihad |
| 21  | G    | Mohammed Al-Owais         | 10. listopada 1991. | 42      | 0      | Al-Hilal   |
| 22  | G    | Nawaf Al-Aqidi            | 10. svibnja 2000.   | 0       | 0      | Al-Nassr   |
| 23  | V    | Mohamed Kanno             | 22. rujna 1994.     | 38      | 1      | Al-Hilal   |
| 24  | V    | Nasser Al-Dawsari         | 19. prosinca 1998.  | 10      | 0      | Al-Hilal   |
| 25  | N    | Haitham Asiri             | 25. ožujka 2001.    | 8       | 1      | Al-Ahli    |
| 26  | V    | Riyadh Sharahili          | 28. travnja 1993.   | 5       | 0      | Abha       |

## Poznati igrači
- Majed Abdullah
- Mohisen Al-Jamaan
- Youssef Al Tunian
- Saleh Al-Noaema
- Fahad Al Bishi
- Mohamed Al-Deayea
- Sami Al-Jaber
- Yasser Al Qahtani
- Fuad Amin
- Saeed Owairan
- Nawaf Al Temyat
- Talal Al Meshal
- Mohammad Al Shalhoob
- Mohammad Al Muntashiri
- Mabrouk Zaid
- Manaf Abushgeer